# کریگ بارتولومئو
کریگ بارتولومئو استاد فلسفه دانشگاه ردیمر کانادا است.